# Hoplocephalus
Hoplocephalus is een geslacht van slangen uit de familie koraalslangachtigen (Elapidae) en de onderfamilie Elapinae.

## Naam en indeling
De wetenschappelijke naam van de groep werd voor het eerst voorgesteld door Johann Georg Wagler in 1830. Er zijn drie soorten, de slangen werden eerder aan andere geslachten toegekend, zoals Alecto, Denisonia, Naja en Elapocormus.

## Uiterlijke kenmerken
De slangen bereiken een lichaamslengte ongeveer 80 centimeter tot 1,2 meter. De kop is breed en afgeplat en is goed te onderscheiden van het lichaam door de aanwezigheid van een duidelijke insnoering. De ogen zijn van gemiddelde grootte en hebben een lichte iris en een ronde pupil. De slangen hebben 19 tot 21 rijen schubben in de lengte op het midden van het lichaam. De schubben aan de buikzijde zijn gekield.

## Levenswijze
In tegenstelling tot de meeste koraalslangachtigen zijn het klimmende slangen. Ze leven niet in bomen, zoals de meeste klimmende slangen, maar kruipen tegen rotswanden en op de rotsen groeiende planten. Bij bedreiging wordt het voorste deel van het lichaam opgericht en de kop afgeplat, de slangen zullen herhaaldelijk bijten. Alle soorten zijn giftig, er zijn geen fatale gevallen bekend maar de dieren worden beschouwd als potentieel gevaarlijk.

## Verspreiding en habitat
De slangen komen endemisch voor in delen van Australië en leven hier alleen in de staten New South Wales en Queensland. De habitat bestaat uit droge tropische en subtropische bossen, vochtige tropische en subtropische bossen, gematigde bossen en rotsige omgevingen.

## Beschermingsstatus
Door de internationale natuurbeschermingsorganisatie IUCN is aan alle soorten een beschermingsstatus toegewezen. Een soort wordt beschouwd als 'veilig' (Least Concern of LC), een als 'kwetsbaar' (Vulnerable of VU) en een als 'gevoelig' (Near Threatened of NT).

## Soorten
Het geslacht omvat de volgende soorten, met de auteur en het verspreidingsgebied.
| Naam                      | Auteur         | Verspreidingsgebied                     | Beschermingsstatus |
| ------------------------- | -------------- | --------------------------------------- | ------------------ |
| Hoplocephalus bitorquatus | Jan, 1859      | Australië (New South Wales, Queensland) |                    |
| Hoplocephalus bungaroides | Schlegel, 1837 | Australië (New South Wales)             |                    |
| Hoplocephalus stephensii  | Krefft, 1869   | Australië (New South Wales, Queensland) |                    |